# خوسيه كارلوس سيلفا فرانكو
خوسيه كارلوس سيلفا فرانكو (29 يوليو 1995 بلشبونة في البرتغال - ) هو لاعب كرة قدم برتغالي في مركز الوسط.

## وصلات خارجية
- خوسيه كارلوس سيلفا فرانكو على موقع Soccerway.com (الإنجليزية)